# Emil Bär (Historiker)
Emil Bär (* 25. März 1859 in Adliswil; † 2. Dezember, anderes Datum 1. Dezember 1932 in Zürich) war ein Schweizer Lehrer und Historiker.

## Leben

### Familie
Emil Bär war der Sohn von Johannes Bär, der aus Hausen am Albis stammte.
Er ehelichte im April 1901 Gertrud, Tochter von Johann Heino Meier aus Winterthur. Ab 1903 war er in Zürich heimatberechtigt; zum Zeitpunkt seines Todes wohnte er dort an der Reinacherstr. 7.

### Werdegang
Nach einer Ausbildung zum Primarlehrer am Seminar Unterstrass in Zürich begann Emil Bär eine Lehrtätigkeit an der Freien Schule Zürich. In dieser Zeit begann er 1887 ein Geschichtsstudium und hörte Vorlesungen bei den Historiker Georg von Wyss und Gerold Meyer von Knonau. Er promovierte 1894 zum Dr. phil. mit seiner Dissertation Zur Geschichte der Grafschaft Kiburg unter den Habsburgern und ihrer Erwerbung durch die Stadt Zürich.
Ab 1894 war er als Lehrer an der Höheren Töchterschule Zürich (heute: Kantonsschule Hohe Promenade) angestellt. 1926 trat er von seinem Lehramt zurück.

### Schriftstellerisches Wirken
Ermil Bär war der Verfasser verschiedener historischer Schriften, so unter anderem 1894 Die Schlacht bei Murten, 1896 Die Juden Zürichs im Mittelalter und 1903 Das Frauenkloster St. Verena in Zürich.

## Schriften (Auswahl)
- Zur Geschichte der Grafschaft Kiburg unter den Habsburgern und ihrer Erwerbung durch die Stadt Zürich. Goll,  Uster / Zürich 1893.
- mit Victor Tobler: Das grosse Rundbild – Die Schlacht bei Murten am 22. Juni 1476. Orell-Füssli, Zürich 1894.
- Die Juden Zürichs im Mittelalter. Beer, Zürich 1896.
- Das Frauenkloster St. Verena in Zürich. Schulthess, Zürich 1903.
- Pratyabhjinâ-hridaya: das Geheimnis des Wiederekennens: eine neueauflebende Heilslehre des indischen Mittelalters. Reutimann, Zürich 1926.